# Onthophagus deflexus
Onthophagus deflexus là một loài bọ cánh cứng trong họ Bọ hung (Scarabaeidae).